# Municipio de Raft Swamp
El municipio de Raft Swamp (en inglés: Raft Swamp Township) es un municipio ubicado en el  condado de Robeson en el estado estadounidense de Carolina del Norte. En el año 2000 tenía una población de 3.544 habitantes.

## Geografía
El municipio de Raft Swamp se encuentra ubicado en las coordenadas 34°39′21.2″N 79°5′59.65″O / 34.655889, -79.0999028.